# Powiat białostocki

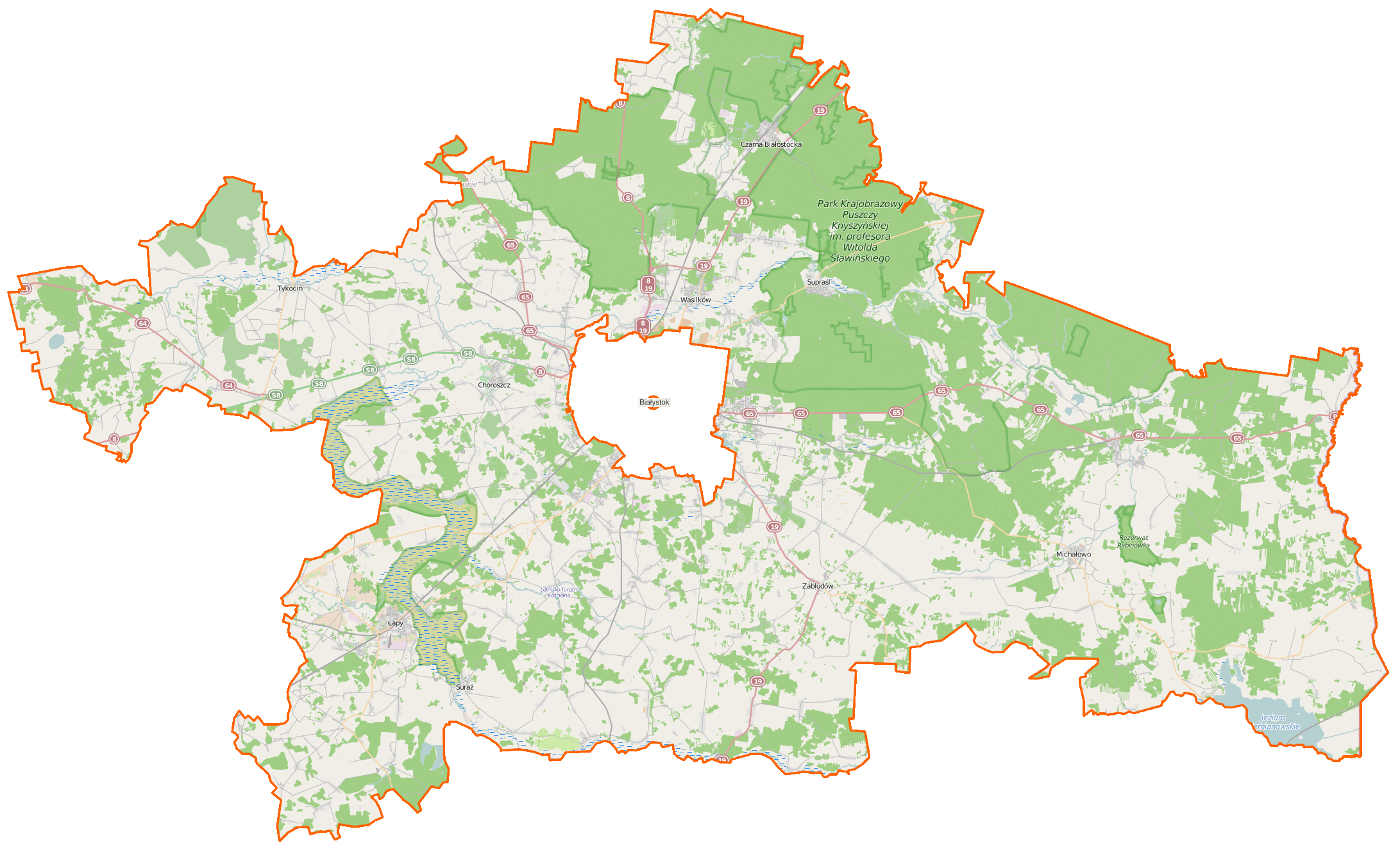
Mapa powiatu

Powiat białostocki – powiat w Polsce (województwo podlaskie), utworzony w 1999 roku w ramach reformy administracyjnej. Jego siedzibą jest miasto Białystok. Powiat białostocki zajmuje obszar 2984,64 km² i jest największym powiatem w Polsce.
Według danych z 31 grudnia 2019 roku powiat zamieszkiwało 149 611 osób. Natomiast według danych z 30 czerwca 2020 roku powiat zamieszkiwały 150 333 osoby.

## Gminy powiatu
- gminy miejsko-wiejskie:

1.  Choroszcz
2.  Czarna Białostocka
3.  Łapy
4.  Michałowo
5.  Supraśl
6.  Suraż
7.  Tykocin
8.  Wasilków
9.  Zabłudów
- gminy wiejskie:

10.  Dobrzyniewo Duże
11. Grabówka
12.  Gródek
13.  Juchnowiec Kościelny
14.  Poświętne
15.  Turośń Kościelna
16.  Zawady
- miasta: Choroszcz, Czarna Białostocka, Łapy, Michałowo, Supraśl, Suraż, Tykocin, Wasilków, Zabłudów

## Demografia

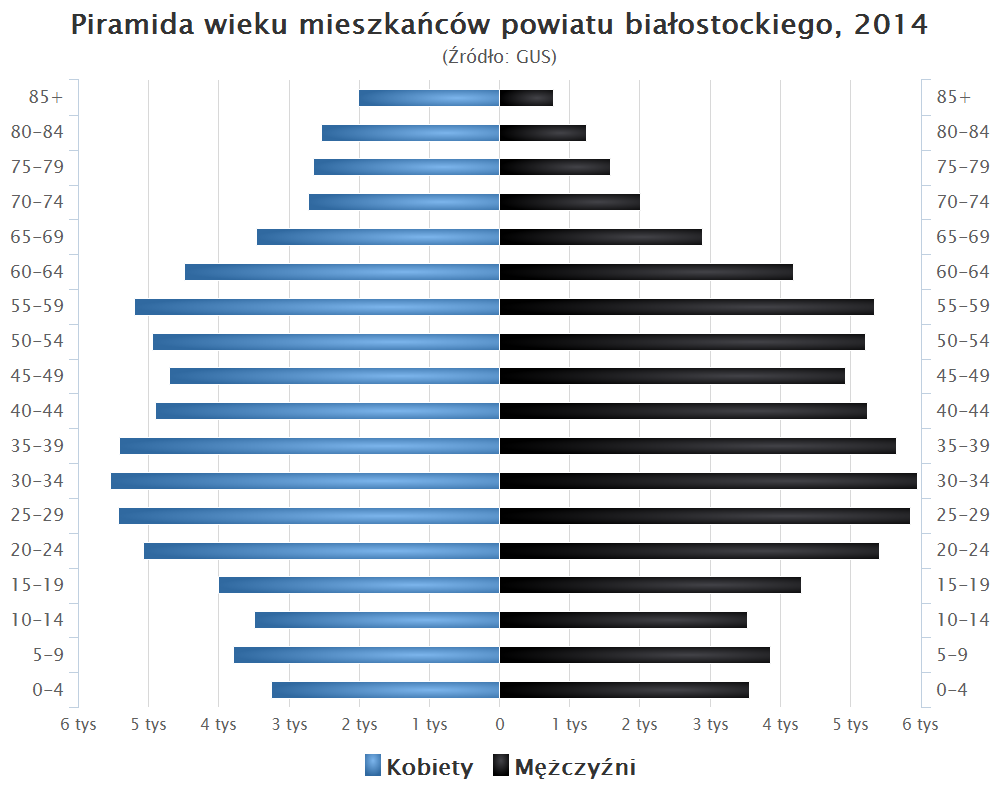
Piramida wieku mieszkańców powiatu białostockiego w 2014 roku

Liczba ludności (dane z 30 czerwca 2012):
|        | Ogółem  | Ogółem | Kobiety | Kobiety | Mężczyźni | Mężczyźni |
| osób   | %       | osób   | %       | osób    | %         |           |
| ------ | ------- | ------ | ------- | ------- | --------- | --------- |
| Ogółem | 143 864 | 100    | 72 953  | 50,71   | 70 911    | 49,29     |
| Miasto | 55 339  | 38,47  | 28 585  | 19,87   | 26 754    | 18,60     |
| Wieś   | 88 525  | 61,53  | 44 368  | 30,84   | 44 157    | 30,69     |

▶Wieś vs ▶miasto
Ogółem (▶k, ▶m)
Miasto (▶k, ▶m)
Wieś (▶k, ▶m)

### Stopa bezrobocia
We wrześniu 2019 liczba zarejestrowanych bezrobotnych wynosiła 4100 osób, a stopa bezrobocia 7,9%.

## Religia
- Kościół Rzymskokatolicki: 
  - Parafia Najświętszej Maryi Panny Królowej Polski w Kopisku, Parafia Opatrzności Bożej w Michałowie, Parafia Przemienienia Pańskiego w Jałówce, Parafia Świętego Krzyża w Grabówce, Parafia Najświętszego Serca Pana Jezusa w Gródku, Parafia św. Apostołów Piotra i Pawła w Zabłudowie, Parafia Zwiastowania Najświętszej Maryi Panny w Dobrzyniewie Kościelnym, Parafia św. Franciszka z Asyżu w Fastach, parafia Najświętszej Maryi Panny Nieustającej Pomocy w Kozińcach, Parafia Miłosierdzia Bożego w Pogorzałkach, Parafia św. Jana Pawła II w Ignatkach-Osiedlu, Parafia Świętej Trójcy w Juchnowcu, Parafia św. Teresy od Dzieciątka Jezus w Kleosinie, Parafia św. Józefa Rzemieślnika w Księżynie, Parafia św. Antoniego Padewskiego w Niewodnicy Kościelnej, Parafia Najświętszej Maryi Panny Częstochowskiej w Rynkach, Parafia Bożego Ciała w Surażu, Parafia Niepokalanego Poczęcia Najświętszej Maryi Panny w Tryczówce, Parafia Świętej Trójcy w Turośni Kościelnej, Parafia św. Wojciecha w Uhowie, Parafia św. Jana Chrzciciela i św. Szczepana w Choroszczy, Parafia Najświętszego Serca Pana Jezusa w Konowałach, Parafia św. Stanisława Biskupa i Męczennika w Kobylinie-Borzymach, Parafia Matki Bożej Królowej Męczenników w Radulach, Parafia Wniebowzięcia Najświętszej Maryi Panny w Sokołach, Parafia Matki Boskiej Szkaplerznej w Starych Wnorach, Parafia Trójcy Przenajświętszej w Tykocinie, Parafia Najświętszego Serca Jezusowego w Bokinach, Parafia Świętego Krzyża w Łapach, Parafia św. Apostołów Piotra i Pawła w Łapach, Parafia św. Jana Chrzciciela w Łapach, Parafia św. Anny w Pietkowie, Parafia św. Michała Archanioła w Płonce Kościelnej, Parafia Przemienienia Pańskiego w Poświętnem, Parafia Wniebowzięcia Najświętszej Maryi Panny w Waniewie, Parafia Przemienienia Pańskiego w Zawadach Kościelnych, Parafia Jezusa Miłosiernego w Czarnej Białostockiej, Parafia Świętej Rodziny w Czarnej Białostockiej, Parafia Matki Bożej Anielskiej w Czarnej Wsi, Parafia Chrystusa Dobrego Pasterza w Jurowcach, Parafia Wniebowstąpienia Pańskiego w Karakulach, Parafia Najświętszej Maryi Panny Królowej Polski w Supraślu, Parafia Świętej Trójcy w Supraślu, Parafia Matki Bożej Bolesnej w Wasilkowie, Parafia Najświętszej Maryi Panny Matki Miłosierdzia w Wasilkowie, Parafia Przemienienia Pańskiego w Wasilkowie, Parafia św. Stanisława Kostki w Wasilkowie, Parafia św. Józefa w Złotorii
- Kościół Chrześcijan Baptystów w RP: 
  - placówka w Michałowie[6]
- Polski Autokefaliczny Kościół Prawosławny: 
  - Parafia św. Mikołaja w Michałowie, Parafia Podwyższenia Krzyża Świętego w Jałówce, Parafia Narodzenia Najświętszej Maryi Panny w Juszkowym Grodzie, Parafia Narodzenia św. Jana Chrzciciela w Nowej Woli, Parafia Przemienienia Pańskiego w Topolanach, Parafia Zaśnięcia Najświętszej Maryi Panny w Zabłudowie, Parafia Narodzenia Najświętszej Marii Panny w Gródku, Parafia św. Anny w Królowym Moście, Parafia Opieki Matki Bożej w Choroszczy, Parafia Świętych Niewiast Niosących Wonności w Czarnej Białostockiej, Parafia Podwyższenia Krzyża Świętego w Fastach, Parafia Podwyższenia Krzyża Pańskiego w Kożanach, parafia Zwiastowania Przenajświętszej Bogurodzicy i św. Jana Teologa w Supraślu, Parafia św. Mikołaja Cudotwórcy w Topilcu, Parafia Świętych Apostołów Piotra i Pawła w Wasilkowie
- Świadkowie Jehowy: 
  - zbór Michałowo[7].

## Sąsiednie powiaty
- Białystok (miasto na prawach powiatu)
- powiat hajnowski
- powiat bielski
- powiat wysokomazowiecki
- powiat zambrowski
- powiat łomżyński
- powiat moniecki
- powiat sokólski